# Албена Чакърова
Албена Илиева Чакърова е българска актриса.

## Биография и творчество
Албена Чакърова е родена в София на 6 октомври 1967 г. Майка ѝ е Цветана Янакиева, режисьорка в БНТ, а баща ѝ е актьорът Илия Чакъров.
Завършва актьорско майсторство за драматичен театър във ВИТИЗ при проф. Енчо Халачев през 1989 г.
Щатна актриса е в Народен театър „Иван Вазов“ и играе и в „Сълза и смях“.
През 2020 г. в „БНТ на 60“ разкрива, че през 1990 г. Васил Стефанов, тогавашният директор на Народния театър, я уволнява, веднага след като я принуждава да прекрати отпуск по майчинство. Според нея това се дължи на оплакванията ѝ срещу уволненията на по-възрастни артисти отстрана на Стефанов.
Заедно с актьора Николай Николаев заминава за Италия да участва в циркови представления. Хачо Бояджиев я привлича на работа в телевизията, където е водеща на предаванията „Домино“ и „Звезди в ефира“.
Като студентка се омъжва за актьора Емил Джамджиев, бивш съпруг на Виолета Гиндева. Впоследствие се развеждат и се омъжва още два пъти.

## Телевизионен театър
- „Диоген“ (1989) (Владимир Константинов)

## Филмография
| Година      | Филми и Сериали                     | Серии | Копродукции    | Роля                                                    |
| ----------- | ----------------------------------- | ----- | -------------- | ------------------------------------------------------- |
| 1994        | Стрелящи ангели                     |       | Русия/България | бялата Ангелина                                         |
| 1993 – 1995 | Полицаи и престъпници               | 3     |                | гаджето на Сашо (в „Голямата ченгеджийница“ и „Трафик“) |
| 1993        | Сезонът на канарчетата              |       |                | Юлка                                                    |
| 1990        | Все отлагам да те забравя           |       |                | Сия                                                     |
| 1987        | Не се мотай в краката ми            |       |                | детската учителка                                       |
| 1981        | Снимки от стария албум              | 5     |                | Нели, приятелката на Валери                             |
| 1981        | Неочаквана ваканция (тв сериал)     | 4     |                | Росица (Роси)                                           |
| 1980        | Обущарят чичо Спас магарето и Тошко | 8     |                | момиченцето от къмпинга (в VII-ма серия: „Кармен“)      |